# Toffellav
Toffellav (Anisomeridium biforme) är en lavart som först beskrevs av William Borrer, och fick sitt nu gällande namn av R. C. Harris. Toffellav ingår i släktet Anisomeridium och familjen Monoblastiaceae.  Arten är reproducerande i Sverige. Inga underarter finns listade i Catalogue of Life.